# Жилой дом С. И. Лютаева
Жилой дом С. И. Лютаева — здание в рабочем посёлке Маслянино Маслянинского района Новосибирской области России, архитектурная достопримечательность.
Расположен по адресу: улица Октябрьская, 92. Фактически находится в конце улицы, ближе к центральной части населённого пункта. 
Двухэтажный дом из дерева построил в конце XIX века крестьянин Савелий И. Лютаев, которому удалось разбогатеть. Здание является примером объединения традиций характерного для сельских населённых пунктов и городского зодчества. Частично дом сдавался владельцем во временное пользование священнику, представителю старообрядческой церкви. В XX веке здание было реконструировано: вместо первоначальной железной крыши была установлена шиферная, на участке близ входа выложены чугунные плиты.